# دبلیو کوهمیز
دبلیو کوهمیز یک ستاره است که در صورت فلکی کوهمیز قرار دارد.